# Terpna onerosa
Terpna onerosa är en fjärilsart som beskrevs av Inoue 1970. Terpna onerosa ingår i släktet Terpna och familjen mätare. Inga underarter finns listade i Catalogue of Life.